# جراحی ویپل
پانکراتیکودئودنکتومی یا پانکراتودئودنکتومی (انگلیسی: Pancreaticoduodenectomy) که با نام‌های جراحی ویپل یا جراحی کائوش-ویپل هم شناخته می‌شود، یک جراحی کلان و مهم در دستگاه گوارش است که معمولاً برای برداشتن تومور در سرطان سر لوزالمعده استفاده می‌شود. از این روش جراحی در درمان آسیب‌های لوزالمعده، دوازدهه یا پانکراتیت مزمن هم استفاده می‌شود.
به‌سبب خونرسانی مشترک اعضا بخش‌های نخست دستگاه گوارش، جهت برداشتن سرِ لوزالمعده، می‌بایست دوازدهه، کیسه صفرا و گاهی نیز بخش‌هایی از معده برداشته شوند.
این روش جراحی را نخستین بار، جراح ایتالیایی آلساندرو کودیویلا در سال ۱۸۹۸ میلادی شرح داد. نخستین جراحیِ برداشت آمپول واتر در سرطان لوزالمعده را جراح آلمانی والتر کائوش انجام داد و آن را در سال ۱۹۱۲ شرح داد؛ اما امروزه این روش جراحی را با نام الن ویپل می‌شناسند که در سال ۱۹۳۵ میلادی، نمونهٔ اصلاح‌شده از آن را در بیمارستان نیویورک-پرسبیترین انجام داد و بعدها آن را بهسازی و تکمیل کرد.